# シボレー・トレイルブレイザー
トレイルブレイザー（TrailBlazer、Trailblazer ）は、GMが製造、シボレーブランドで販売しているスポーツ・ユーティリティ・ビークル（SUV）である。

## ブレイザートリムライン（1999年）

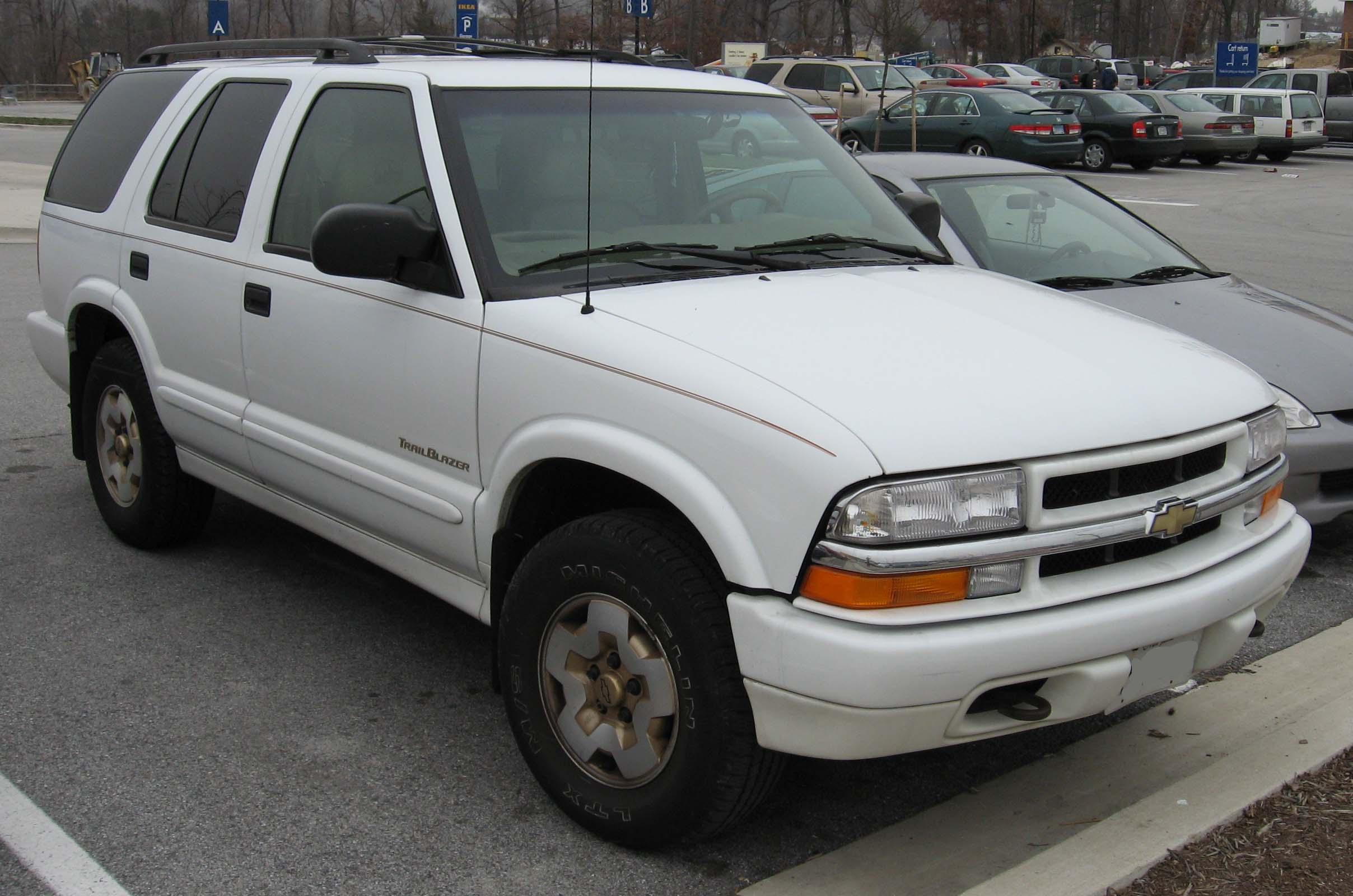
1999–2001 シボレー・ブレイザー トレイルブレイザー

トレイルブレイザーの名前は、コンパクトSUVシボレー・S-10ブレイザーの高級限定車として1999年に登場した。

## 初代（2001年–2008年）
上記の通り、元々はS-10ブレイザーの1グレードでしかなかったトレイルブレイザーだが、2001年に車名に昇格する形で採用される。
外寸は標準ボディ車で前身のブレイザーとタホの中間サイズであり、当時の日本市場における海外製SUVの中では一回り小さい存在であったが、日本の道路事情などからそのサイズは根強い人気があった。
プラットフォームはGMT360系を採用し、GMC・エンボイ、オールズモビル・ブラバダ、ビュイック・レイニア、いすゞ・アセンダー、サーブ・9-7Xとは姉妹車の関係であった。
トレイルブレイザーには3列シート7人乗りのEXTバージョンも用意されており、標準ボディより全長およびホイールベースが410 mm拡大され、また3列目にも楽に乗れるようにハイルーフ化されていた。ロングボディ車は姉妹車のGMC・エンボイおよびいすゞ・アセンダーにもまた設定されていた。
トレイルブレイザーなどの製造はGMT360（標準ボディ車）がオハイオ州のモレーン工場、GMT370（ロングボディ車）がオクラホマ州のオクラホマシティ組立工場にて行われていたが、後者については2006年2月20日の工場閉鎖により、2006年モデルイヤー限りで廃止された。

### 終焉
次期トレイルブレイザーはGMT360の改良版となるGMT361プラットフォームを用いて作られ、2007年春に世に出る計画であったが、2006年1月にGMは現行のプラットフォームを刷新することに決めた。しかしながら2006年6月、GMはこのGMT360NG計画を巨額の投資が必要になるという理由でまたしても撤回した。GMはトレイルブレイザーを2009年モデルイヤーまで存続させることにした（メキシコでは2008年）。
GMはオハイオ州モレーン工場を2008年12月23日に閉鎖し、全てのGMT360車種の製造を終了した。工場閉鎖の1週間前の2008年12月16日に最後のトレイルブレイザーがラインオフされた。モレーン工場の閉鎖についてはHBOのドキュメンタリー“The Last Truck: Closing of a G.M. Plant”（2009年）で取り上げられた。

### 日本での販売
日本での販売グレードは、LT・LTZ、ロングホイールベースで7人乗りのEXT LT・EXT LTZの4車種で構成される。米国でのSSなどのグレードは並行輸入や光岡自動車（BUBU）でしか手に入れることが出来ない。輸入はスズキによって行われていたが、シボレー車の輸入権の移管に伴い、2007年1月1日からゼネラルモーターズ・アジア・パシフィック・ジャパン（GMAPJ） による輸入に切り替えられた。販売店はスズキアリーナ店（2006年まで）、GMシボレー店、ヤナセ。
米国では2006モデルでフェイスリフトが行われたが、日本の正規輸入はフェイスリフトが行われないまま2008年モデルを最後に輸入が終了した。

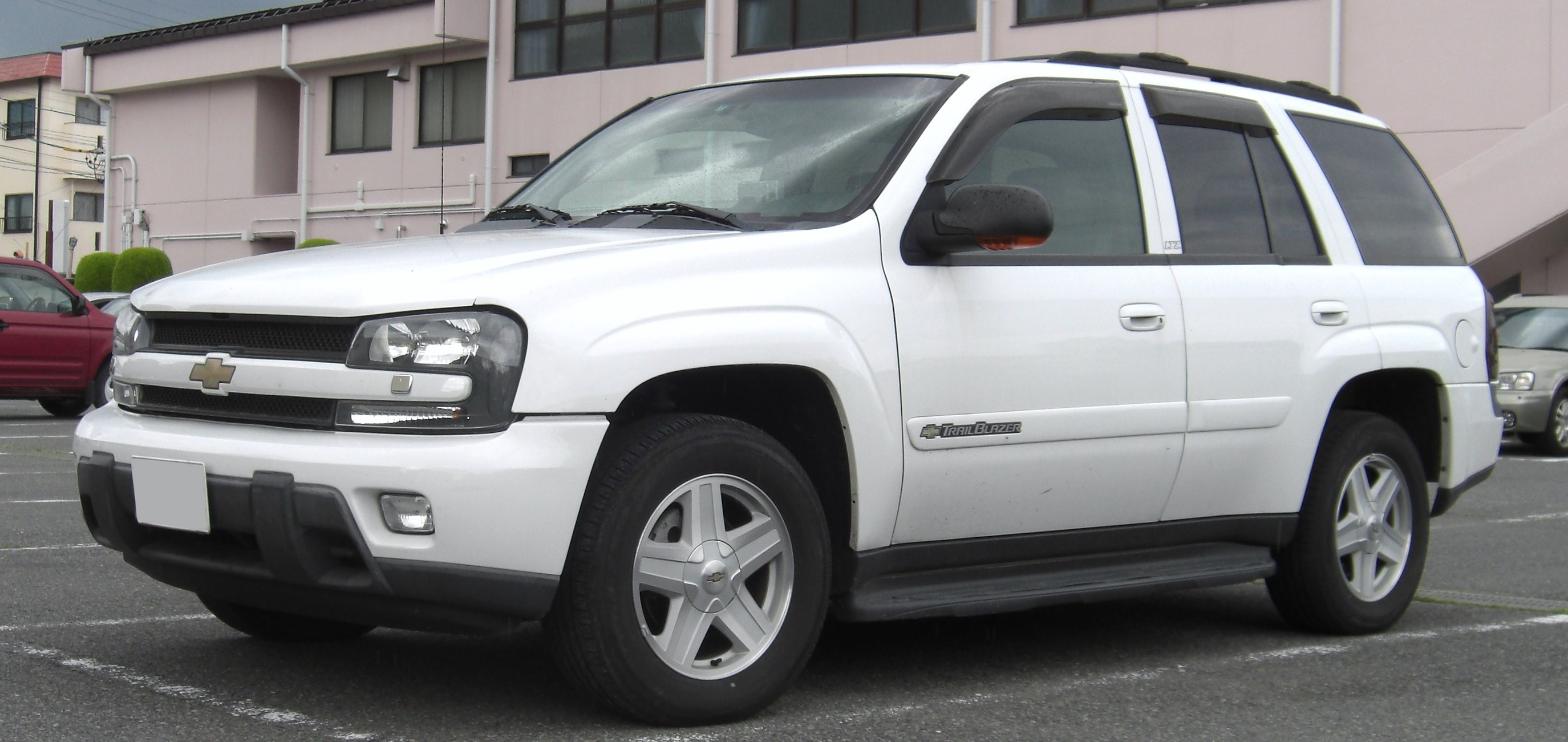
日本仕様車

## 2代目（2012年-）
2011年11月のドバイ国際モーターショーで先行コンセプトが公開され、市販モデルは2012年3月の第33回バンコク国際モーターショーにて正式発表された。6月7日からGMタイランドのラヨーン工場で生産が開始され、同月からタイ国内で発売を開始した。今後はアジア、中東、南米など世界各国に順次投入される予定である。ただし、アメリカ市場には導入されない。
2代目トレイルブレイザーは2代目コロラドピックアップをベースとするボディオンフレーム型のSUVであり、プラットフォームが共通している。コロラドと並行してGM・ド・ブラジルにて開発された。エクステリアはサンパウロ州サン・カエタノ・ド・スルにあるGMサウスアメリカ・デザインセンターにてデザインされ、フロントノーズなどがコロラドと共通となる。パワートレーンもコロラドと同様である。2WDと4WDがラインナップされ、エンジンは新開発の「デュラマックス」ディーゼル2種類（直列4気筒2.5Lと2.8L）、トランスミッションは5速MTおよび6速ATが設定される。
オセアニア向けのホールデン版は車名が「コロラド7」となり、コロラドピックアップの派生車種であることが強調されている。外観上の相違点はエンブレム程度である。コロラド7は2012年10月18日からシドニーで開催されたオーストラリア国際モーターショーで発表され、11月27日から発売が開始された。